# Косово (Кюстендилская область)
Косово (болг. Косово) — село в Болгарии. Находится в Кюстендилской области, входит в общину Трекляно. Население составляет 35 человек.

## Политическая ситуация
Косово подчиняется непосредственно общине и не имеет своего кмета.
Кмет (мэр) общины Трекляно — Камен Стойнев Арсов (Болгарская социалистическая партия, БСП) по результатам выборов в правление общины.